# Waldeli dos Santos Rosa
Waldeli dos Santos Rosa (Itambé, 14 de abril de 1960) é um empresário, economista e político brasileiro, ex-prefeito de Costa Rica no Estado de Mato Grosso do Sul.

## Política
Começou sua carreira política no PMDB - Partido do Movimento Democrático Brasileiro.
Foi eleito pelo primeiro mandato a prefeito de Costa Rica – MS em 2.000 e reeleito sucessivamente em 2.004, por meio de candidatura única. Ainda em 2.004 foi presidente da ASSOMASUL - Associação dos Municípios de Mato Grosso do Sul.
No ano de 2.011 deixou o PMDB e filou-se ao PR – Partido da República. Em 2.012 foi eleito pelo terceiro mandato a prefeito de Costa Rica.
Em 2.013 enfrentou as eleições para presidência da ASSOMASUL, sendo eleito o gestor de Anastácio – MS. Foi eleito no mesmo ano, para a vice-presidência do COINTA – Consórcio Intermunicipal para o Desenvolvimento Sustentável da Bacia Hidrográfica do Rio Taquari.
Em 2.015, foi eleito o prefeito com maior índice de aprovação em Mato Grosso do Sul. Foi tesoureiro estadual do Partido da República. Atualmente é secretário-adjunto da legenda.
Em 2.016, candidatou-se à reeleição para prefeitura de Costa Rica pelo PR. Foi reeleito prefeito com 76,57%, o maior percentual de votos de Mato Grosso do Sul, para o pleito de 2.017 à 2.020.
Ao encerrar o terceiro mandato de prefeito de Costa Rica, bateu o próprio recorde de aprovação da população, com 92,80%. Foi o mais bem avaliado entre os 79 prefeitos de Mato Grosso do Sul, segundo a pesquisa do IPEMS - Instituto de Pesquisas de Mato Grosso do Sul.
No mês de Agosto de 2.017, Waldeli bateu novamente o próprio recorde de aprovação da população de Costa Rica, com 94,04%. Entre os quesitos, ótima, boa e regular, Waldeli chega a quase 100% de aprovação, sendo 98,04%, exatamente.
Em Novembro de 2.017, Waldeli desfiliou-se do PR para retornar a cúpula do PMDB, em filiação a ser realizada no mês de Dezembro do corrente ano. O empresário é considerado o 'Plano 'B' do partido para a disputa do governo de Mato Grosso do Sul em 2.018.
Após cinco anos, Waldeli retornou as origens e se filiou ao PMDB no início do mês de Dezembro de 2.017, atual MDB.
Nas eleições de 2020, Waldeli tentou eleger seu sucessor a prefeitura de Costa Rica, o seu sobrinho, Leandro Bortolazzi do MDB, mas perdeu as eleições para o candidato da oposição, o Delegado Cleverson Alves do Partido Progressistas, eleito com 50,61% dos votos.

## Administração municipal

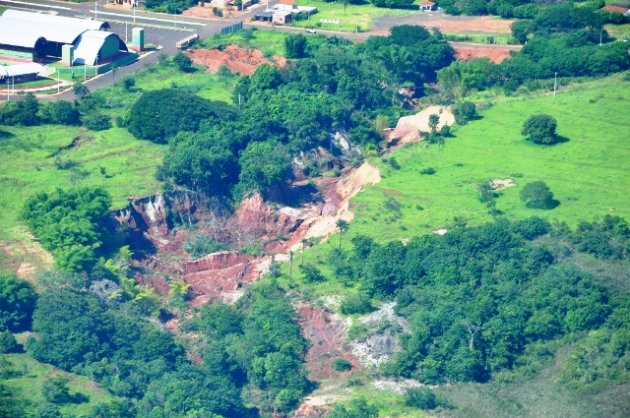
Cratera conhecida por "Buracão", formou-se atrás do Centro de Eventos Ramez Tebet em Costa Rica.

No início do terceiro mandato, realizou articulações junto a Secretaria de Aviação Civil da Presidência da República para a liberação do Aeródromo Municipal José Antônio de Moraes. Em 2.015 foi oficialmente liberado para pousos e decolagens.
Na mesma gestão, o Ministério da Integração Nacional liberou recursos destinados para recuperação do desastre ambiental na Nascente do Córrego Cabeceira do Açude.
Em 2.014 o Ministério da Agricultura, Pecuária e Abastecimento apoiou o projeto de recuperação da bacia do Rio Taquari em Mato Grosso do Sul.
Também em 2.014, o município de Costa Rica entrou no ranking das quinhentas cidades mais desenvolvidas do país, ocupando o 334º lugar, segundo o IFDM - Índice Firjan de Desenvolvimento Municipal.
No ano de 2.015, conforme os dados do IFDM, o município de Costa Rica ocupou a primeira colocação de desenvolvimento do Estado e terceira colocação dos municípios mais desenvolvidos da região centro-oeste. No ranking nacional, o município ocupa a 92ª colocação.
No ano de 2.016, na presença vice-presidente da União Nacional dos Dirigentes Municipais de Educação e secretária de Governo Municipal de Costa Rica, Manuelina Martins da Silva Arantes Cabral, inaugurou-se as primeiras obras do ano, como a ampliação e reforma do prédio da Secretaria Municipal de Educação e a reforma da Escola Municipal Joaquim Faustino Rosa.
No mês de abril de 2.016, foi realizado no município de Costa Rica à II Copa América de Corrida de Aventura, realizado pela CBCA - Confederação Brasileira de Corrida de Aventura, com apoio da administração municipal, contou a participação de atletas de todo o país, bem como do exterior. A equipe vencedora foi Terra de Gigantes/Selva, que garantiram a participação no mundial na Austrália.
No final de mês de novembro de 2.016, decretou Situação de Emergência no município de Costa Rica, por conta de vendaval nas áreas urbana e rural, que causou múltiplos danos em todo o território, como destelhamento de casas, quedas de torres, interrupção no fornecimento de água e energia, dentre outros.

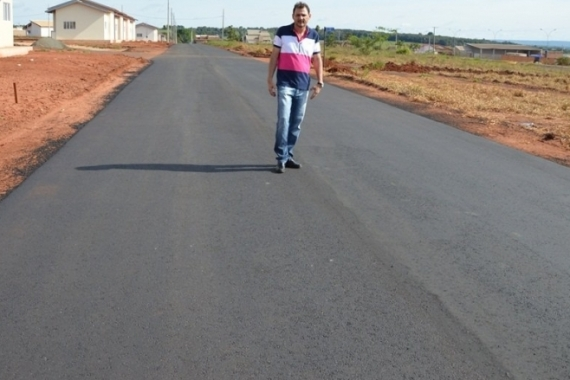
Costa Rica 100% asfaltada

 Ao encerrar o terceiro mandato, entregou o município de Costa Rica com o título de 100% de asfalto.
No começo do ano de 2.017, a administração municipal de Costa Rica foi destaque no Jornal Nacional, da Rede Globo de Televisão. O destaque foi o pagamento do 13º, 14º, 15º, 16º e metade do 17º salário dos professores municipais do município.

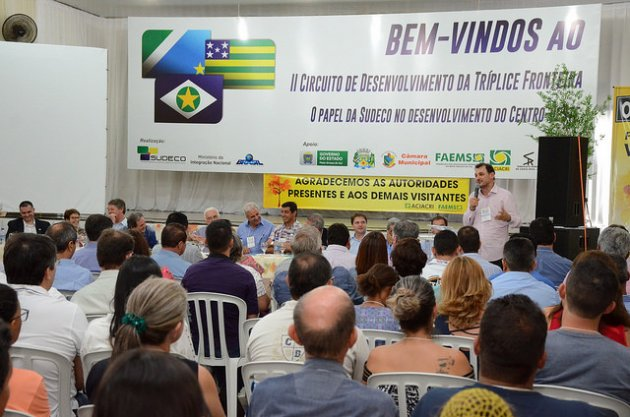
II Circuito de Desenvolvimento da Tríplice Fronteira

O município de Costa Rica foi sede nos dias 27 e 28 de janeiro do II Circuito de Desenvolvimento da Tríplice Fronteira. O evento foi uma realização da SUDECO, em parceria com o Sebrae, com a Associação Comercial Industrial e Agropastoril de Costa Rica, com o Governo Municipal, com o Sindicato Rural de Costa Rica e com a Câmara de Vereadores. O encontro reuniu mais de 10 prefeitos da região centro-oeste do Brasil. Contou com a presença do senador da República Waldemir Moka, da deputada Tereza Cristina, do ex-governador de Mato Grosso do Sul, André Puccinelli e, do diretor-presidente da Eldorado Brasil, José Carlos Grubisich.
No final do mês de abril de 2.017, o município de Costa Rica foi destaque nacional na Rede Globo de Televisão. Atualmente, os escândalos de corrupção e má gestão estão aos olhos do Brasil, mas o Jornal Hoje, no dia 22, mostrou ao País que possui meios de ser diferente, com o quadro: O Jornal Hoje pergunta: é possível evitar tanta roubalheira? O quadro destacou o município de Costa Rica pela gestão pública, controle de gastos e meios de evitar a corrupção em órgão públicos.
A TV Morena, filiada a Rede Globo de Televisão, também destacou o município de Costa Rica, como exemplo de controle de gastos, no dia 24 de abril de 2.017, no programa Bom dia MS.
Em agosto de 2.017, Costa Rica entrou para o ranking dos 13 municípios do Brasil que melhor cumprem as exigências da Lei de Responsabilidade Fiscal no ano de 2.016, ocupando a 13ª colocação em nível nacional e o 1º lugar no Estado de Mato Grosso do Sul, segundo o IFDM - Índice Firjan de Desenvolvimento Municipal.
No mês de dezembro de 2.017, o município de Costa Rica foi destaque na reportagem especial do Jornal da Globo, das 23 horas, da emissora Rede Globo de Televisão. A matéria cita várias cidades brasileiras em desequilíbrio com as contas públicas, diferente da situação do município de Costa Rica, que é destaque como exemplo de boa gestão pública.
Embora não tenha tido êxito nas eleições de 2020, Waldeli chegou à atingir 91,73% de aprovação da população de Costa Rica. A popularidade do ex-chefe do Poder Executivo não foi afetada nem mesmo no período de pandemia do novo coronavírus.

## Desempenho em eleições

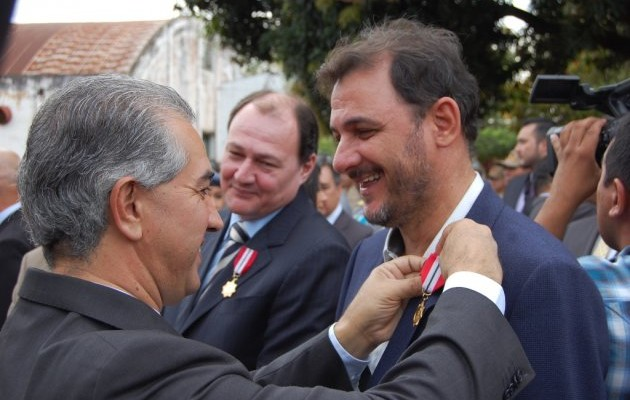
Em Campo Grande (MS) recebeu a Medalha Imperador Dom Pedro II

| Ano  | Eleição                 | Candidato a | Partido | Coligação                                                                                       | Vice-prefeito     | Votos  | Eleito com |
| ---- | ----------------------- | ----------- | ------- | ----------------------------------------------------------------------------------------------- | ----------------- | ------ | ---------- |
| 2016 | Municipal de Costa Rica | Prefeito    | PR      | Novos desafios. Novas Conquistas. (PR, PDT, PTB, PMDB, PPS, DEM, PSB, PEN, PSD, PT do B e PROS) | Roberto Rodrigues | 10.426 | 76,57 %    |

| Ano  | Eleição                 | Candidato a | Partido | Coligação                                                                           | Vice-prefeito     | Votos | Eleito com |
| ---- | ----------------------- | ----------- | ------- | ----------------------------------------------------------------------------------- | ----------------- | ----- | ---------- |
| 2012 | Municipal de Costa Rica | Prefeito    | PR      | Um Novo Sonho. Uma Nova História. (PR, PDT, PRTB, PPS, DEM, PSB, PT do B, PP e PRB) | Roberto Rodrigues | 6.892 | 54,50 %    |

| Ano  | Eleição                 | Candidato a | Partido | Coligação                                      | Vice-prefeito        | Votos | Eleito com |
| ---- | ----------------------- | ----------- | ------- | ---------------------------------------------- | -------------------- | ----- | ---------- |
| 2004 | Municipal de Costa Rica | Prefeito    | PMDB    | Continuar é preciso e Unidos Venceremos (PMDB) | Edson Martins Moraes | 8.113 | + 91 %     |

| Ano  | Eleição                 | Candidato a | Partido | Coligação                    | Vice-prefeito   | Votos | Eleito com |
| ---- | ----------------------- | ----------- | ------- | ---------------------------- | --------------- | ----- | ---------- |
| 2000 | Municipal de Costa Rica | Prefeito    | PMDB    | Administrar é preciso (PMDB) | Roberto Rivelli | 3.886 | 40 %       |

## Prêmios
No ano de 2.003, recebeu troféu de “Melhores Prefeitos do Brasil”, oferecido pelo Instituto Brasileiro de Apoio aos Municípios em Recife no Estado de Pernambuco.
No ano de 2.013, recebeu a comenda oferecida pela Polícia Civil de Mato Grosso do Sul
Em julho de 2.015, recebeu a “Medalha Imperador Dom Pedro II” oferecida pelo Corpo de Bombeiros de Mato Grosso do Sul
Em dezembro de 2.015, foi homenageado pelo embaixador do Turismo de Mato Grosso do Sul, Jota Abussafi, sendo classificado como melhor gestor público do Estado de Mato Grosso do Sul.
Em setembro de 2.017, recebeu comenda de Mérito Legislativo do município de Camapuã, oferecido pelo vereador Pedro Dias Pereira.
No mês de outubro de 2.017, recebeu comenda de Mérito Legislativo em comemoração ao aniversário de 40 anos de MS, oferecido pelo Deputado Estadual, Eduardo Rocha, com aprovação da Assembleia Legislativa de Mato Grosso do Sul.